# Marengo crassipes
Marengo crassipes är en spindelart som beskrevs av George William Peckham och Elizabeth Maria Gifford Peckham 1892. Marengo crassipes ingår i släktet Marengo och familjen hoppspindlar. Inga underarter finns listade i Catalogue of Life.